# Joanna Aragońska (1454–1517)
Joanna Aragońska (ur. 16 czerwca 1454 w Barcelonie, zm. 9 stycznia 1517 w Neapolu) − księżniczka Aragonii i królowa Neapolu, najmłodsza córka Jana II Aragońskiego i Joanny Enríquez, żona Ferdynanda I Neapolitańskiego.
Joanna urodziła się 16 czerwca 1454 roku w Barcelonie jako jedyna córka Jana II Aragońskiego i jego drugiej żony, Joanny Enríquez.
14 września 1476 roku Joanna poślubiła bratanka swojego ojca, Ferdynanda I Neapolitańskiego; pan młody był od niej starszy o 31 lat.
Z tego związku urodziło się dwoje dzieci:
- Joanna Neapolitańska (1478-1518) − żona Ferdynanda II Neapolitańskiego,
- Karol Neapolitański (1480-1486) − królewicz neapolitański.

Ferdynand zmarł 25 stycznia 1494 roku, jego następcą został syn z poprzedniego małżeństwa, Alfons II. Joanna przeżyła męża o 23 lata, zmarła 9 stycznia 1517 roku w Neapolu.